# Die Ruinen von Athen

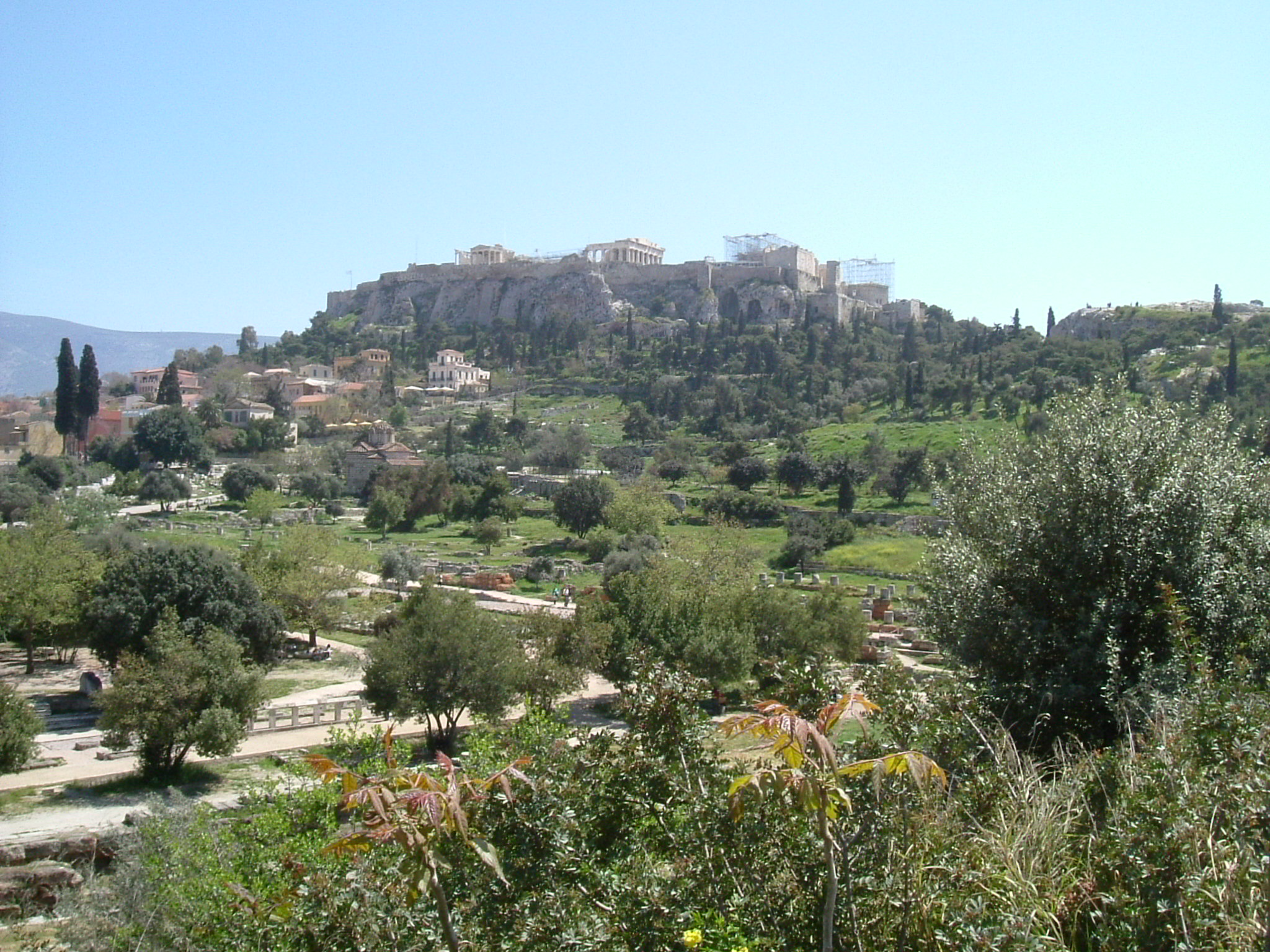
Die Akropolis von der Agora aus gesehen

Die Ruinen von Athen heißt ein Festspiel (op. 113) von Ludwig van Beethoven nach der literarischen Vorlage von August von Kotzebue.

## Rezeptionsgeschichte
1808 wurde mit dem Bau des Deutschen Theaters in der ungarischen Stadt Pest (heute Teil von Budapest) begonnen. Das Haus wurde von dem aus Wien stammenden Architekten Mihaly Pollack in neoklassizistischen Stil errichtet,  Bauherr war Franz Joseph Karl, der Erzherzog von Österreich, der auf diese Weise die Treue Ungarns zur österreichischen Monarchie ehren wollte. Das Theater sollte mit einem Festspiel – umrahmt durch ein musikalisches Vor- und Nachspiel  –  feierlich eingeweiht werden. Den Auftrag dazu erhielt August von Kotzebue. Beethoven sollte für das Vor- und das Nachspiel die Musik beisteuern. Beethoven nahm den Auftrag nach Vermittlung seines Freundes Franz von Brunsvick an. Innerhalb weniger Wochen hatte er 1811 die Musik komponiert. Ursprünglich war der 4. Oktober, der Namenstag des Kaisers, als Tag der Einweihung geplant, jedoch konnte dieser Termin nicht eingehalten werden. Die Uraufführung fand dann am 9. Februar 1812 statt. Das von Beethoven komponierte Vorspiel trug den Namen König Stephan, und das Nachspiel hat den gleichen Titel wie das eigentliche Festspiel Die Ruinen von Athen.
Das Werk wurde seit etlichen Jahren nicht mehr auf einer Bühne aufgeführt, gelegentlich werden Musiknummern im Konzertsaal gespielt, insbesondere die Ouvertüre und der türkische Marsch, losgelöst jedoch von den gesanglichen Teilen.

## Musikalische Nummern
- Ouvertüre (Andante con moto – Allegro, ma non troppo)[1]
- Chor: Tochter des mächtigen Zeus (Andante poco sostenuto)
- Duett (ein Grieche und ein griechisches Mädchen): Ohne Verschulden Knechtschaft dulden (Andante con moto – Poco più mosso)
- Chor der Derwische: Du hast in deines Ärmels Falten (Allegro, ma non troppo)
- Marcia alla turca (Vivace)
- Zwischenmusik (Allegro assai, ma non troppo)
- Marsch mit Chor: Schmückt die Altare (Assai moderato)
- Rezitativ (Hohepriester): Mit reger Freude, die nie erkaltet (Poco adagio)
- Chor: Wir tragen empfängliche Herzen im Busen (Allegretto, ma non troppo)
- Arie (Hohepriester) und Chor: Will unser Genius noch einen Wunsch gewähren (Adagio)
- Chor: Heil unserm König! Heil! (Allegro con fuoco)

## Handlung
Das Werk spielt zu der Zeit, als in Pest das Theater gebaut wurde. Griechenland ist Teil des Osmanischen Reiches. Die Göttin Athene, Tochter des mächtigen Zeus, erwacht nach Tausenden von Jahren. Als sie bemerkt, wie die einst so herrlichen Bauwerke in der nach ihr benannten Stadt nur noch Ruinen sind, ist sie tief betrübt. Sie hört, wie sich ein Grieche mit einem griechischen Mädchen unterhält. Beide beklagen sich über die türkische Fremdherrschaft („Ohne Verschulden Knechtschaft dulden“). Athene fordert ihre Landsleute auf, sich gegen die Unterdrücker zu erheben.
Auf die Hilfe des Kaisers der k.u.k.-Monarchie hoffend, begibt sich Athene – begleitet vom Götterboten Hermes – nach Pest, wo beide der Eröffnung des neuen Theaters beiwohnen. Sie erleben einen triumphalen Erfolg der Musen Thalia und Melpomene. Zwischen derer beide Büsten stellt Zeus eine weitere des Kaisers Franz, und Athene setzt ihm die Krone auf. Mit dem Chor „Heil unserm König! Heil! Dankend schwören wir aufs Neue alte ungarische Treue“ endet dann das Festspiel.

## Tonträger und Quelle
- Teldec SMT1085 (o. J.), Beethoven-Ouvertüren, darin: Die Ruinen von Athen, Ouvertüre, op. 113 und Marcia alla Turca, op. 114. Philharmonisches Staatsorchester Hamburg, Dirigent: Joseph Keilberth
- Deutsche Grammophon Resonance Nr. 2535 151 (1970), Ausführende: Arleen Augér, Klaus Hirte, Franz Crass, RIAS-Kammerchor und Berliner Philharmoniker unter der Leitung von Bernhard Klee

## Bearbeitungen
Die Ruinen von Athen ist auch ein Festspiel mit Tänzen und Chören, das 1924 von Richard Strauss nach der literarischen Vorlage von Hugo von Hofmannsthal unter teilweiser Benutzung des Beethovenschen Vorgängerwerks komponiert worden ist.
Bereits 1926 erschien eine weitere Neufassung von Die Ruinen von Athen, bei der Beethovens Musik beibehalten, jedoch Kotzebues Text von Johannes Urzidil bearbeitet wurde; diese Fassung wurde noch im selben Jahr im Neuen Deutschen Theater in Prag mit dessen musikalischem Direktor Alexander von Zemlinsky als Dirigent uraufgeführt.